# 西岡ハル
西岡 ハル（にしおか ハル、1905年（明治38年）12月21日 - 1983年（昭和58年）11月30日）は、日本の実業家、政治家。参議院議員（1期）。旧姓は大串、永野。長崎県知事西岡竹次郎の妻。

## 経歴
長崎県長崎市桜馬場で、大串金三郎、イチ夫妻の五女（10人兄弟）として生まれ、2歳で叔母の養女となり永野に改姓した。1923年、市内の玉木女学校（現長崎玉成高等学校）を卒業後、社会経験のため資産家宅で女中として1年間働いた。1924年4月、第15回衆議院議員総選挙に出馬する西岡竹次郎の選挙事務所の手伝いの依頼を受けて働き、それがきっかけとなり同年10月に西岡と結婚した。夫の政治活動を支える日々を過ごした。1945年3月、東京の自宅が空襲で一部焼失したため一家は雲仙に疎開し、同年5月に東京の自宅は空襲で全焼した。
1948年、夫が公職追放となったため、代わりに夕刊ナガサキ新聞社代表取締役、長崎民友新聞社常務取締役に就任した。その後、長崎民友新聞社社長となり、その他、九州商事社長、ラジオ長崎取締役などを歴任した。1950年に夫の公職追放が解除となり、翌年4月の長崎県知事選挙で当選したため、知事の妻としての役割を担ったが、さらに1953年4月の第3回参議院議員通常選挙に全国区から出馬するよう自由党から要請があった。当初は辞退したが、夫や松野鶴平、佐藤栄作などの薦めにより立候補を決断した。参議院議員となり厚生委員（4年）、建設委員（2年）を務め、戦没者遺家族への援助、売春防止法の制定、長崎県の離島の簡易水道整備、長崎市の復興などに尽力した。その他、自由民主党幹事、参議院自由民主党会計監督などを務めた。
1957年7月の諫早豪雨の対応などの過労で、1958年1月に夫が知事在任中で死去したため、参議院議員を1期で引退し地元の役割に専念することを決断した。1959年1月、長崎新聞社が発足し取締役に就任し、1964年に同社代表取締役・副社長となり、1966年に取締役を辞任した。1977年秋の叙勲で勲三等宝冠章受章。
1983年11月30日死去、77歳。死没日をもって正五位に叙される。
1963年、長男・武夫が第30回衆議院議員総選挙で当選し、その初登院にハルが付き添ったことは、政治一家の逸話として知られる。

## 親族
- 夫 西岡竹次郎（衆議院議員、長崎県知事）
- 長男 西岡武夫（衆議院議員、参議院議員）[11]
- 四男 西岡公夫（長崎県議会議員）[11]
- 孫 西岡秀子（衆議院議員、武夫の子）
- 孫 西田宣善（映画プロデューサー・編集者）